# Фудбалска репрезентација Северне Ирске
Фудбалска репрезентација Северне Ирске је фудбалски тим који представља Северну Ирску на међународним такмичењима и под контролом је Фудбалског савеза Северне Ирске. Пре 1921. целу Ирску је представљао један тим, фудбалска репрезентација Ирске, контролисан од стране Фудбалског савеза Ирске (ФСИ). Надлежност Фудбалског савеза Ирске 1921. је смањена на Северну Ирску, пратећи сецесију клубова у оно што ће ускоро постати Ирска Слободна Држава, иако је наводно до 1950. постојао национални тим који је представљао целу Ирску.

## Резултати репрезентације

### Светско првенство
Најбољи резултат на Светским првенствима Северна Ирска је остварила у свом првом учешћу, на Светском првенству 1958., када је стигла до четвртфинала после победе над Чехословачком од 2-1 у плеј-офу. У четвртфиналу их је избацила Француска са 4-0. Северна Ирска је тада постала најмања држава која се квалификовала на Светско првенство, рекорд је опстао све до Светског првенства 2006. када се на завршни турнир квалификовао Тринидад и Тобаго. Северна Ирска је, међутим, остала најмања држава која се квалификовала на Светско првенство више од једног пута (учествовала укупно три пута) и најмања држава која је успела да стигне до четвртфинала.

### Европско првенство
Северна Ирска до сада ниједном није успела да се квалификује на завршни турнир Европског првенства. Упркос чињеници да су у квалификацијама за Европско првенство 1984. победили бившу Западну Немачку 1-0 и код куће и у гостима. Недавно је Дејвид Хили оборио рекорд по броју постигнутих голова у квалификацијама за европско првенство (дотадашњи рекорд држао је Давор Шукер из Хрватске) постигавши укупно 13 голова у неуспешном покушају Северне Ирске да се квалификује на Европско првенство 2008. Хили је три гола постигао против Шпаније, два против Шведске, пет против Лихтенштајна и један против Данске, Литваније и Исланда. Он је такође постао једини играч који је успео да постигне два хеттрика за Северну Ирску. Он је пре тога био један од тројице ирских играча који су постигли хеттрик, остала двојица су била Џорџ Бест и Колин Кларк.

### Новија историја
У јануару 2004. Лори Санчез је именован за селектора након низа од десет мечева без иједног постигнутог гола под вођством претходног селектора Семија Макилроја, што је светски рекорд кад су у питању национални тимови. Тај низ се завршио након првог меча под његовим вођством, у поразу 1-4 од Норвешке у пријатељској утакмици фебруара 2004. А низ од 16 утакмица без победе се завршио након његове друге утакмице, у победи 1-0 над Естонијом, у пријатељској утамици одиграној у марту 2004.
Седмог септембра 2005. Северна Ирска је победила Енглеску 1-0 на Виндзор Парку у квалификацијама за Светско првенство 2006. а победоносни гол је постигао Дејвид Хили у 73. минуту меча. Скоро годину дана касније, 6. септембра 2006, у квалификацијама за Европско првенство 2008. Северна Ирска је победила са 3-2 Шпанију, а победу је донео Хили који је постигао хеттрик. Тако је Хили постао једини играч Северне Ирске који је постигао два хеттрика, након што је претходно постигао све голове за Северну Ирску у победи 3-1 над Лихтенштајном. У јуну 2007. функцију селектора је преузео Најџел Вортингтон уместо Лорија Санчеза који је тад преузео Фулам. Вортингтон је требало да води репрезентацију до краја квалификација за Европско првенство 2008, али му је уговор продужен до краја 2010.

## Успеси

### Светска првенства
| Година       | Коло                  |
| ------------ | --------------------- |
| 1930         | Није учествовала      |
| 1934         | Није учествовала      |
| 1938         | Није учествовала      |
| 1950         | Није се квалификовала |
| 1954         | Није се квалификовала |
| 1958         | Четвртфинале          |
| 1962 до 1978 | Није се квалификовала |
| 1982         | Четвртфинале          |
| 1986         | Групна фаза           |
| 1990 до 2022 | Није се квалификовала |
| Укупно       | 3/22                  |

### Европска првенства
| Година       | Коло                  |
| ------------ | --------------------- |
| 1960         | Није учествовала      |
| 1964 до 2012 | Није се квалификовала |
| 2016         | Осмина финала         |
| 2020 до 2024 | Није се квалификовала |
| Укупно       | 1/17                  |

### Лига нација
| Рекорди у УЕФА Лиги нација | Рекорди у УЕФА Лиги нација | Рекорди у УЕФА Лиги нација | Рекорди у УЕФА Лиги нација | Рекорди у УЕФА Лиги нација | Рекорди у УЕФА Лиги нација | Рекорди у УЕФА Лиги нација | Рекорди у УЕФА Лиги нација | Рекорди у УЕФА Лиги нација | Рекорди у УЕФА Лиги нација | Рекорди у УЕФА Лиги нација |
| Сезона                     | Лига                       | Група                      | ИГ                         | П                          | Н                          | И                          | ГД                         | ГП                         | П/И                        | Поз.                       |
| -------------------------- | -------------------------- | -------------------------- | -------------------------- | -------------------------- | -------------------------- | -------------------------- | -------------------------- | -------------------------- | -------------------------- | -------------------------- |
| 2018/19.                   | Б                          | 3                          | 4                          | 0                          | 0                          | 4                          | 2                          | 7                          | Same position              | 24.                        |
| 2020/21.                   | Б                          | 1                          | 6                          | 0                          | 2                          | 4                          | 4                          | 11                         | Пад                        | 32.                        |
| 2022/23.                   | Ц                          | 2                          | 6                          | 1                          | 2                          | 3                          | 7                          | 10                         | Same position              | 44.                        |
| Укупно                     | Укупно                     | Укупно                     | 16                         | 1                          | 4                          | 11                         | 13                         | 28                         |                            |                            |

## Селектори
- Питер Доерти (1951—1962)
- Берти Пикок (1962—1967)
- Били Бингам (1967—1971)
- Тери Нил (1971—1975)
- Дејв Клемент (1975—1976)
- Дени Бланчфлауер (1976—1979)
- Били Бингам (1980—1994)
- Брајан Хамилтон (1994—1998)
- Лори Макменеми (1998—1999)
- Семи Макилрој (2000—2003)
- Лори Санчез (2004—2007)
- Најџел Вортингтон (2007—тренутно)

## Рекорди
Ажурирано: 15. октобар 2018.
Највише наступа
| # | Играч         | Каријера  | Утакмица | Голова |
| - | ------------- | --------- | -------- | ------ |
| 1 | Пет Џенингс   | 1964—1986 | 119      | 0      |
| 2 | Арон Хјуз     | 1998—     | 112      | 1      |
| 3 | Стивен Дејвис | 2005—     | 105      | 11     |
| 4 | Дејвид Хили   | 2000—2013 | 95       | 36     |
| 5 | Мал Донахи    | 1980—1994 | 91       | 0      |
| 6 | Семи Макилрој | 1972—1987 | 88       | 5      |
| 6 | Мајк Тејлор   | 1999—2011 | 88       | 0      |
| 8 | Кит Гилеспи   | 1995—2008 | 86       | 2      |
| 9 | Крис Берд     | 2003—2016 | 79       | 0      |
| 9 | Гарет Меколи  | 2005—     | 79       | 0      |

Најбољи стрелци
| # | Играч          | Каријера  | Голова | Утакмица |
| - | -------------- | --------- | ------ | -------- |
| 1 | Дејвид Хили    | 2000—2013 | 36     | 95       |
| 2 | Кајл Лаферти   | 2006—     | 20     | 68       |
| 3 | Били Гилеспи   | 1913—1932 | 13     | 25       |
| 3 | Колин Кларк    | 1986—1993 | 13     | 38       |
| 5 | Џо Бамбрик     | 1928—1940 | 12     | 11       |
| 5 | Џери Армстронг | 1977—1986 | 12     | 63       |
| 5 | Џими Квин      | 1985—1996 | 12     | 46       |
| 5 | Ијан Дауи      | 1990—2000 | 12     | 59       |
| 9 | Олфи Стенфилд  | 1887—1897 | 11     | 30       |
| 9 | Стивен Дејвис  | 2005—     | 11     | 105      |

- Подебљана имена играча означавају да су активни.